# Nereis broa
Nereis broa är en ringmaskart som beskrevs av Lana och Sovierzovsky 1987. Nereis broa ingår i släktet Nereis och familjen Nereididae. Inga underarter finns listade i Catalogue of Life.